# Matthias Penzel

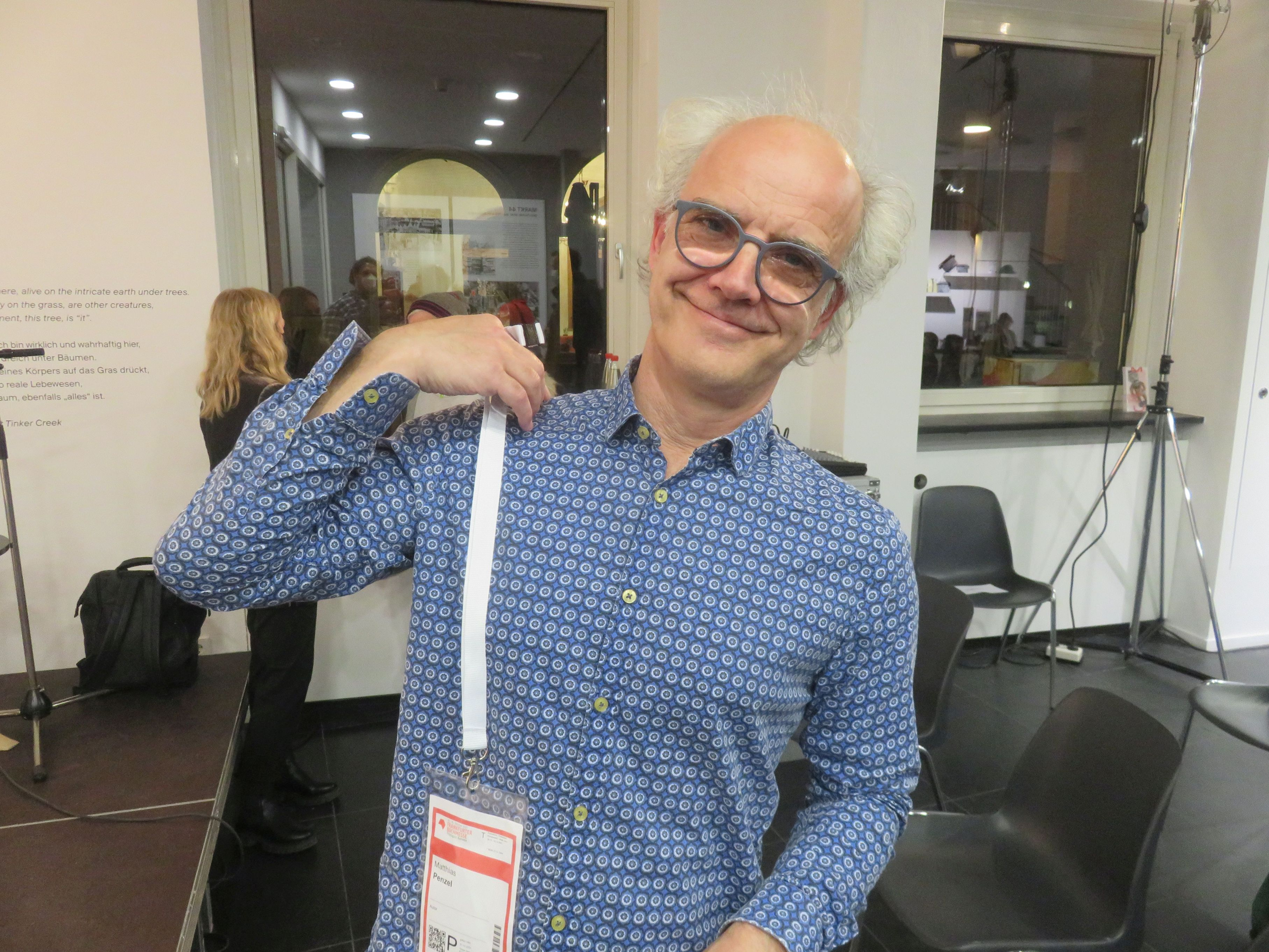
Matthias Penzel (2021)

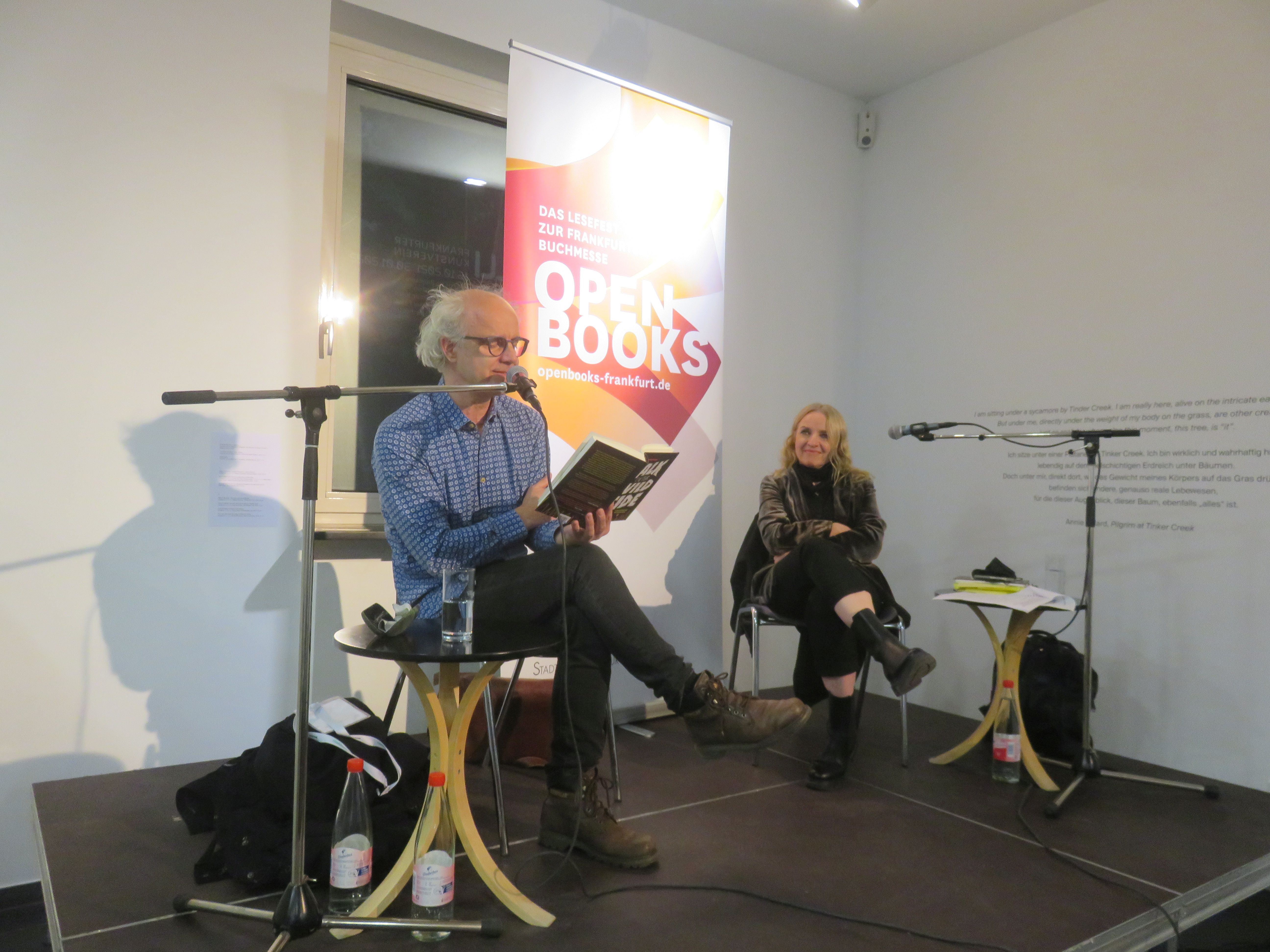
Publizist Penzel (li.) während einer Lesung im Rahmen der Frankfurter Buchmesse (2021)

Matthias Penzel (* 16. April 1966 in Mainz) ist ein deutscher Schriftsteller und Journalist.

## Leben
Seine Kindheit verbrachte Penzel in Straßburg, Kaiserslautern und Ludwigshafen am Rhein. Er studierte in Köln Philosophie, Germanistik und Soziologie und lebte im Anschluss zehn Jahre in London. Neben journalistischen Beiträgen für die Frankfurter Rundschau, das Musikmagazin Rocks und die englischsprachige Ausgabe des Musikmagazins Rolling Stone schreibt Penzel Romane. Nach London ging er als Korrespondent für das Fachblatt Musikmagazin, dort schrieb er für Wired, die BBC und wurde 1992 Chefredakteur von Kerrang!, später F1 Racing. Nach Hörspielen und Tätigkeiten im Online-Bereich betreute er von 2012 bis 2016 die deutschsprachige Version von Octane.
Penzel ist ledig, Vater zweier Kinder und lebt seit 2001 in Berlin.

## Werke (Auswahl)
- 2004: Rebell im Cola-Hinterland mit Ambros Waibel, Ed. Tiamat, Berlin, ISBN 3-89320-076-2
  - ** erweiterte Neuauflage: Jörg Fauser. Rebell im Cola-Hinterland. Die Biografie, Diogenes, Zürich 2024, ISBN 978-3-257-07292-1.
- 2004: TraumHaft, Schwarzkopff-Buchwerke, Berlin, ISBN 3-937738-04-5
- 2007: Blood on the highway (when too many dreams come true) mit Ken Hensley,  Grosser & Stein, Pforzheim, ISBN 3-86735-319-0
- 2010: Objekte im Rückspiegel sind oft näher, als man denkt: Die Auto-Biografie, orange-press, Freiburg, ISBN 978-3-936086-51-5
- 2013: Talk On The Wild Side. Volume 1, CulturBooks, Hamburg, E-Book, ISBN 978-3-944818-17-7
- 2021: Talk On The Wild Side. Volume 1, Verlag Andreas Reiffer, 38527 Meine, 400 Seiten, überarbeitete und erweiterte Print-Ausgabe, ISBN 978-3-945715-94-9